# Однажды в Стокгольме
«Однажды в Стокгольме» (англ. Stockholm) ― криминальный фильм 2018 года, спродюсированный и снятый режиссёром Робертом Будро. Премьера состоялась на кинофестивале в Трайбеке 19 апреля 2018 года. Он был выпущен 12 апреля 2019 года компанией Smith Global Media.В России фильм вышел 27 июня 2019 года. Фильм основан на реальной истории ограбления банка в 1973 году и кризиса с заложниками в Стокгольме. Имена действующих лиц изменены.

## Сюжет
После захвата заложников в банке в центре Стокгольма бывший заключенный Ларс Нистром требует освободить из тюрьмы своего старого сообщника по преступлению. Полиция соглашается и освобождает Гуннара, которого привозит в отделение банка. В дополнение Ларс требует подогнать к банку «Мустанг», на котором они с приятелем планируют уехать в порт, где по словам Ларса, у него пришвартована яхта.
Ночью Ларс рассказывает о своих планах Бьянке. Он понимает, что полиция установит на автомобиль передатчик, и предлагает Бьянке продолжить поездку на автомобиле, чтобы в ввести полицию в заблуждение, пока он с приятелем выйдет по дороге. Но планы злоумышленников меняются после звонка премьер-министра Улофа Пальме. Во время разговора Ларс, раздражённый тем, что полиция не подогнала автомобиль, угрожает убить заложника.
Для того, чтобы убедить полицию в серьезности своих намерений, Ларс хочет убить Бьянку. Не желая убивать по-настоящему, он уговаривает Бьянку инсценировать её убийство. Во время словесной перепалки с переговорщиками Ларс приходит в ярость и стреляет в Бьянку, она падает на пол и теряет сознание, после чего начинается перестрелка. Переговорщики убегают. Бьянка приходит в себя, поскольку перед стрельбой она надела бронежилет. Бандиты и заложники устраиваются в хранилище банка, курят, выпивают и болтают обо всём подряд.
Шеф полицейской операции приносит ключи от автомобиля, при этом отвлекает внимание преступников и запирает их в хранилище. Полиция просверливает дыру в потолке хранилища, но Ларс стреляет в отверстие из автомата и ранит одного из полицейских. Между Ларсом и Гуннаром возникает ссора, когда Ларс узнаёт, что Гуннар ради своего освобождения пошёл на сделку с полицией.
Тем временем между Ларсом и Бьянкой начинаются романтические отношения. Они просыпаются от громкого объявления по радиосвязи, в котором полиция угрожает пустить в хранилище слезоточивый газ. Ларс требует открыть дверь хранилища, угрожая убить оставшихся заложников. Полиция соглашается выпустить бандитов с заложниками. Они садятся в автомобиль, но кто-то из полиции стреляет в колесо, и преступникам приходится вернуться в банк.
Полицейские обнаруживают, что оставленная на полу в хранилище Бьянка жива, и понимают, что Ларс блефовал. Их снова запирают в хранилище, но на этот раз полиция пускает газ на самом деле. Ларсу и Гуннару приходится выпустить заложников. Ларса арестовывают, и он оказывается в тюрьме. Через некоторое время Бьянка приходит к Ларсу на свидание.

## В ролях
- Нуми Рапас ― Бьянка Линдт
- Итан Хоук ― Кай/Ларс
- Марк Стронг ― Гуннар
- Кристофер Хейердал ― Шеф Мэттссон
- Беа Сантос ― Клара Мардх
- Марк Рендалл ― Элов

## Производство
27 января 2017 года было объявлено, что Нуми Рапас и Итан Хоук сыграют главные роли в «Однажды в Стокгольме», а Роберт Будро напишет сценарий, спродюсирует и срежиссирует фильм.
Основные съемки фильма начались в апреле 2017 года.

## Сборы
Фильм собрал 292 590 долларов в Соединенных Штатах и Канаде и 399 924 доллара в других странах на общую сумму 692 514 долларов по всему миру.

## Критика
На агрегаторе обзоров Rotten Tomatoes фильм имеет рейтинг одобрения 70 %, основанный на 84 отзывах, со средним рейтингом 6 из 10. Консенсус веб-сайта гласит: «Однажды в Стокгольме» не может полностью соответствовать своим темам или событиям из реальной жизни, которые он драматизирует, но легкий штрих и хорошо подобранный актёрский состав делают конечные результаты весьма интересными. На Metacritic фильм имеет рейтинг 54 из 100, основанный на 18 критиках, что указывает на смешанные или средние отзывы.

## Награды и номинации
| Награда                                     | Дата            | Категория                                           | Номинант                    | Результат | Прим        |
| ------------------------------------------- | --------------- | --------------------------------------------------- | --------------------------- | --------- | ----------- |
| Canadian Screen Awards                      | 31 March 2019   | Лучший адаптированный сценарий                      | Robert Budreau              | Победа    | [ 7 ] [ 8 ] |
| Canadian Screen Awards                      | 31 March 2019   | Лучший дизайн костюмов                              | Lea Carlson                 | Номинация | [ 7 ] [ 8 ] |
| Canadian Screen Awards                      | 31 March 2019   | Лучший монтаж                                       | Richard Comeau              | Номинация | [ 7 ] [ 8 ] |
| Canadian Screen Awards                      | 31 March 2019   | Лучший звуковой монтаж                              | Lee Walpole and Thomas Huhn | Номинация | [ 7 ] [ 8 ] |
| Canadian Screen Awards                      | 31 March 2019   | Achievement in Hair                                 | Peggy Kyriakidou            | Победа    | [ 7 ] [ 8 ] |
| Canadian Screen Awards                      | 31 March 2019   | Achievement in Visual Effects                       | Fredrik Nord                | Номинация | [ 7 ] [ 8 ] |
| Canadian Society of Cinematographers Awards | 23 March 2019   | Theatrical Feature Cinematography                   | Brendan Steacy              | Победа    | [ 9 ]       |
| Directors Guild of Canada Awards            | 26 October 2019 | Outstanding Directorial Achievement in Feature Film | Robert Budreau              | Победа    | [ 10 ]      |